# 가미테루촌
가미테루촌(神照村)은 일본 시가현 사카타군에 설치되었던 촌이다. 현재의 나가하마시 중심부의 북방 일대에 해당한다.